# Oupia
Oupia é uma comuna francesa na região administrativa de Occitânia, no departamento de Hérault. Estende-se por uma área de 9,04 km². Em 2010 a comuna tinha 247 habitantes (densidade: 27,3 hab./km²).